# تاریخ اجتماعی اشکانیان
تاریخ اجتماعی اشکانیان به تاریخ اجتماعی شاهنشاهی اشکانیان می‌پردازد.
شاهنشاهی اشکانی نام دودمانی ایرانی‌تبار و یکی از قدرت‌های سیاسی و فرهنگی ایرانی در ایران‌زمین بود که ۴۷۱ سال بر قسمت اعظم غرب آسیا حکومت کرد. مؤسس و بنیانگذار این دودمان، اشک نامیده شد. این امپراتوری در قرن ۳ پیش از میلاد توسط اشک، رهبر قبیلهٔ پرنی پس از فتح ساتراپ پارت در شمال شرقی ایران تأسیس گردید. وی سپس علیه سلوکیان قیام کرد. مهرداد یکم (۱۷۱–۱۳۸ پ. م) با تصرف مناطق ماد و میان‌رودان، قلمرو اشکانی را تا حد زیادی گسترش داد. پهناوری دولت اشکانی در دورهٔ اقتدارش از رود فرات تا هندوکش و از کوه‌های قفقاز تا خلیج فارس را شامل می‌شد. به دلیل قرارگرفتن جادهٔ ابریشم در گسترهٔ حکومت اشکانی و قرارگرفتن در مسیر بازرگانی بین امپراتوری روم و حوزهٔ مدیترانه و امپراتوری هان در چین، این امپراتوری به مرکزی برای تجارت تبدیل شد.

## تبارشناسی و نام‌شناسی نخستین اشکانیان
از سده هجدهم مسئله تبارشناسی نخستین اشکانیان که به ترتیب جانشینی آنها، پیوندهای خویشاوندی و واقعیت‌های تاریخی ایشان که بدنهٔ اصلی مجموع مسائل را تشکیل می‌داد مطرح شد. شروع تقریباً هر دولت و دودمان، با توجه به فقدان منابع معاصر آن، پوشیده از افسانه‌ها و روایت‌های دودمانی بود. از قرن هجدهم، تاریخ‌نویسی که سخت تحت تأثیر جایگاه والامنشانه و برتر آریانوس نسبت به منابع دیگر بود، توالی جانشینی اولین شاهان سلسلهٔ اشکانی را به ترتیب زیر قرار داد:
اشک اولین شاه و بنیانگذار بود ۲ سال حکومت کرد و نقش چندانی در دولت پارت نداشت، شخصیت اصلی و بنیانگذار واقعی را تیرداد می‌دانستند و مدت ۳۷ سال پادشاهی کرد. جانشین وی اردوان یکم بود. بدین ترتیب توالی تاریخی نخستین شاهان پارت به صورت زیر ذکر شده است. نخست اشک، سپس برادرش تیرداد و آنگاه پسرش اردوان، مزیاپیت و فرهاد یکم بوده است. ساختمان تاریخی که واقعیت تیرداد را می‌پذیرفت و اشک را نمی‌پذیرفت در نوشته‌های آریانوس و سینسلوس وجود داشت. اما از وقتی که دورهٔ اشک از لوحه‌های بابلی و سپس کشف گنجینهٔ عظیم سکه‌های اشک یکم مشخص شد دوباره واقعیت تاریخی اشک مطرح شد. چه در مایهٔ بهترین منابع مکتوب و چه در منابع کتیبه‌ای و سکه‌شناسی، اشک بنیانگذار دولت و سلسله اشکانی بوده است. گزارش یونیسف هنگام بحث دربارهٔ جایگاه نمایندگان دیگر سلسله، پیوسته از نقش او یاد می‌کند. خرده‌سفال‌های پیداشده در شهر نسا وی در تبارشناسی اشکانیان است و از آن معلوم می‌شود که در سنت دودمانی اشکانیان هیچ اشاره‌ای به سلطنت تیرداد در پارت وجود ندارد.
پس از نابودی نسل برادر بزرگتر یعنی اشک یکم و پسرش، نسل برادر کوچکتر در شخص فریاپَت ظاهر می‌شود که برادرزاده اشک یکم است و منابع او را ذکر نکرده‌اند. شاید پدرش که برادر ارشک بوده تیرداد نام داشته است. پس دیگر نباید کسی دربارهٔ جایگاه اشک یکم شک کند. گاهشماری پارت از آغاز قرن یکم ق. م مطمئن‌تر می‌شود. اسناد شهر نسا که اهمیتی بنیادین دارند روایت‌های یوستینوس و استرابون را کاملاً تأیید می‌کنند. هیچ‌یک از آنان به تیرداد اشاره‌ای ندارد بلکه از برادرزاده‌ای ناشناس یاد می‌کنند. سندی که به بحث واقعی بودن و نقش اشک یکم و پسر و جانشین اشک دوم در تاریخ پارت خاتمه می‌دهد، دفینه عظیم سکه‌هایی است که در مورد این دو شاه اولیه اشکانی کشف شده است. بدین ترتیب کشفیات انجام شده در سرزمین ایران دلیلی قطعی بر تأیید فرضیه مبتنی بر منابع کلاسیک هستند.

## جغرافیا

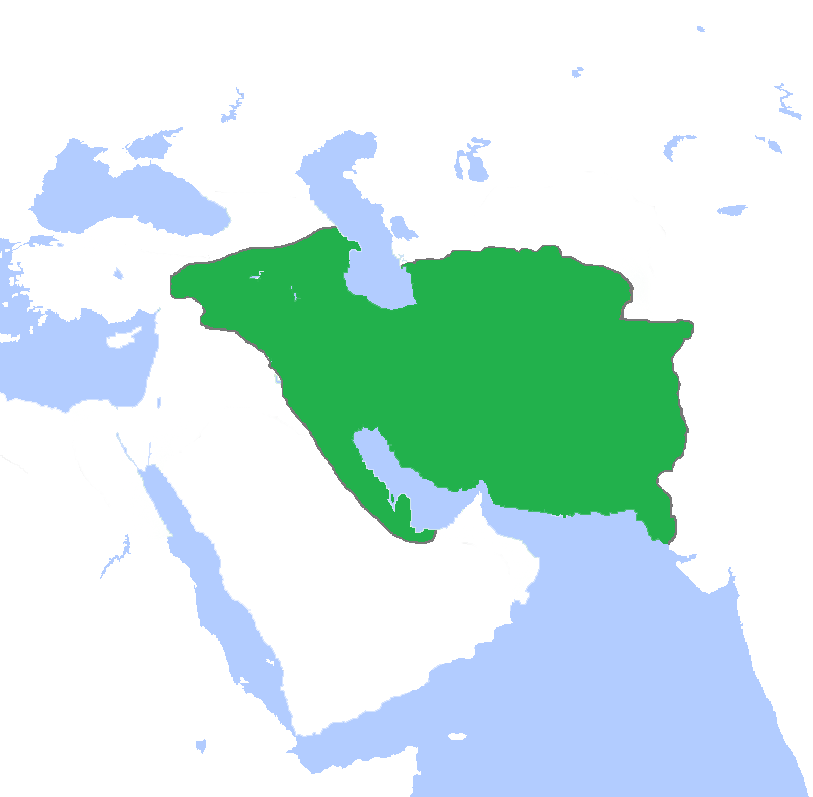
شاهنشاهی اشکانی در نهایت گسترهٔ خود.

گسترهٔ دقیق منطقه‌ای که پارتیان نام‌شان را از آن برگرفته‌اند یعنی همان ساتراپی هخامنشی به‌ویژه در دوره‌های مختلف، هخامنشیان و اسکندر مقدونی و سلوکیان هنوز هم روشن نیست. همچنین همچون پرتوه و پارتیه نه (پَرتیانَه) و هیرکانیا (وِهرکانَه)، سنا، استائنه، همواره دید کلی را چندان آسان نمی‌کند در سنگ‌نوشتهٔ بیستون قبل از دورهٔ داریوش یکم از ساتراپی پرثوه نام برده می‌شود که بخش اعظم خراسان امروزی ایران و هیرکانیا را دربر گرفته باشد. نام پرثوه واژهٔ پارسی باستان است اصولاً ساتراپی‌ها در عصر هخامنشیان نیز پایهٔ اداره ایالات را تشکیل می‌دادند. البته باید وسعت ساتراپی پرثوه چندین بار تغییر کرده باشد و بعدها از نو با پارت یکی شده است. یکی از نامی‌ترین شهرهای ساتراپی سابق هخامنشی پرثوه اساک است.
با این همه، در خور توجه است که پارتیان واقعی، ساکنان ساتراپی سابق هخامنشیان پرثوه هستند، این بدان معنی است که در سنگ‌نگاره‌های هخامنشی در تخت جمشید فقط این پارتیان نمایانده شده‌اند. پارتی‌های مهاجم، بنیانگذاران شاهنشاهی بعدی پارت، نام پارت را بر اساس سکونتشان در این منطقه دریافت کرده و بعداً نیز خود را چنان نامیده‌اند؛ بنابراین نام پرتوه در آغاز نامی جغرافیای بوده و بعداً، هنگامی که بر مهاجم دامنه حکومتشان را بر مناطق دیگر ایران نیز گسترش داده‌اند، به صورت پارت به نام قوم بدل شده است.
در منابع باستان نام‌گذاری‌های تازه برای برخی مناطق در دوران پارتیان دیده می‌شود که مرزبندی دقیق جایگاه آن‌ها مشخص نیست و به نظر می‌رسد که گویی ساتراپی سابق هخامنشی پرثوه به استان‌های کوچک متعددی از جمله پارتیه نه، استائنه، آپه ورک تیکفه، هیرکانیا، کوفینفر، و خوارنه تقسیم شده است و اینکه مهم‌ترین شهر در دوره اولیه پارتیان، دارا قرار داشت ولی جایگاه دقیقش هنوز مشخص نیست و اینکه اساس تقسیم‌بندی ساتراپی‌ها را نبشته‌های هخامنشی بیستون، تخت جمشید، نقش رستم و به اصطلاح «فهرست ساتراپی‌های» هرودت تشکیل می‌دهد.

## دین و تدفین

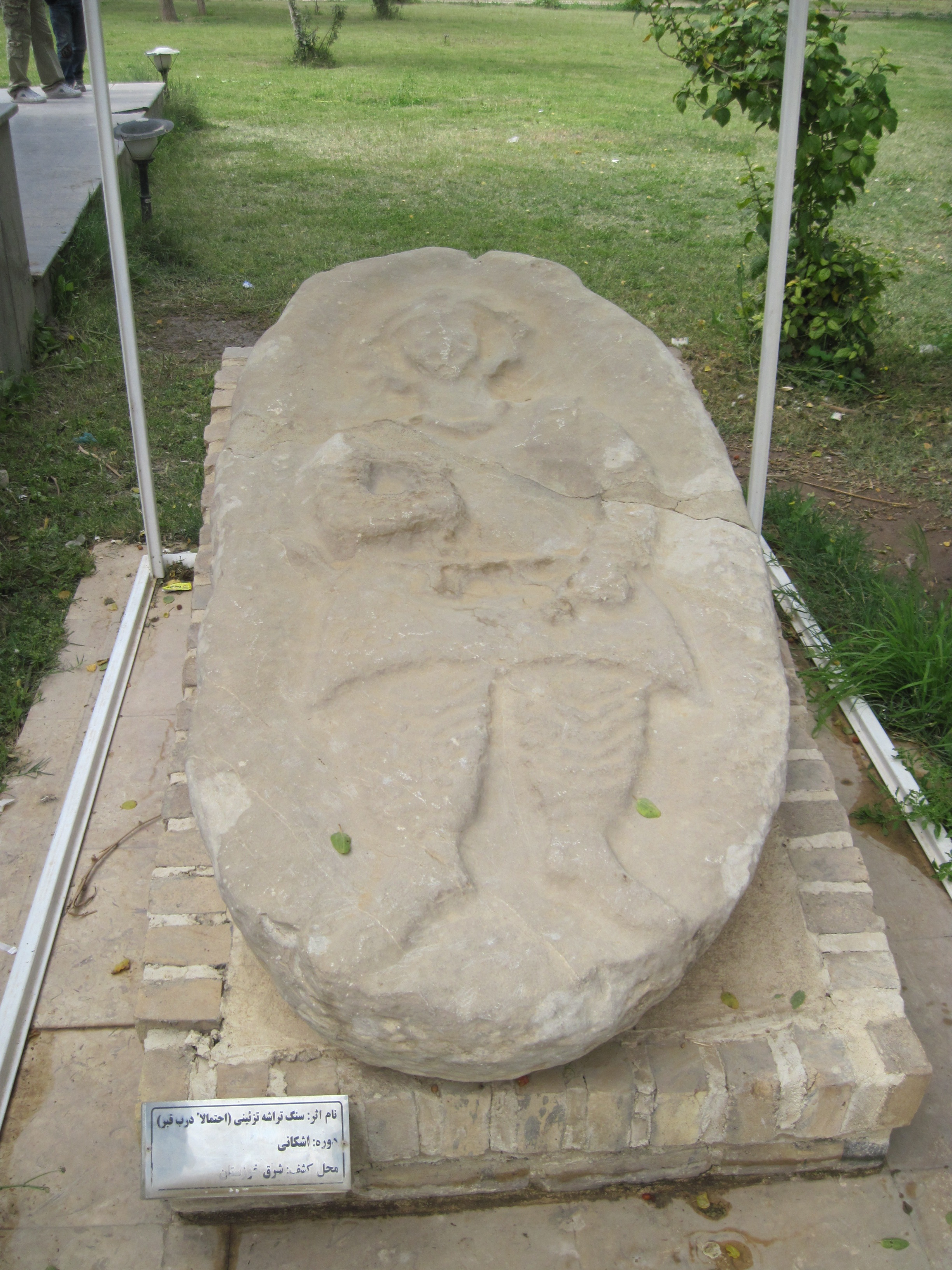
سنگ‌تراشه تزئینی از دوره اشکانی که احتمالاً سنگ قبر بوده (بیرون از موزه شوش)

امپراتوری اشکانی از فرهنگ‌ها، مذاهب و باورهای گوناگونی، بخصوص به‌طور عمده از آیین‌های ایرانی و یونانی تشکیل می‌شد. گذشته از اقلیت یهودیان و تازه مسیحیان، بیشتر پارت‌ها چند خدا باور بودند. در اغلب موارد خدایان ایرانی و یونانی شبیه به هم یا مخلوطی از هم بودند. به‌طور مثال اهورامزدا با زئوس، اهریمن با هادس، آفرودیت و هرا با آناهیتا، آپولون با مهر و شمش با هرمس شبیه به یکدیگرند. گذشته از خدایان و الهه‌های اصلی، هر شهر و گروه برای خود خدایی انتخاب می‌کرد. از سوی دیگر مانند حاکمان سلوکی، پادشاهان اشکانی نیز در آثار هنری خود را خدا نشان می‌دادند. احتمالاً این رسم شایع‌ترین رسم مشترک پادشاهان بوده است.
کرامات اخلاقی به گروهی از خدایان که در ایران به نام اهورا شناخته شدند اختصاص یافت در چنین محیطی زرتشت به جهان گام نهاد. آیین زرتشت هنوز هم دین است زنده و اقلیتی کوچک در ایران و پارسیان و هند بدان ایمان دارند. شواهدی از وجود اندیشه‌های کلی «مَزدَیَسنایی» در ایران سلوکی و پارتی دیده می‌شود؛ ولی از رفتار و عمل بدان کمتر بروزاتی مشاهده شده است. به کار بستن ماه‌ها و نامهایی که از آن ملنین آیین زرتشت به گوش می‌رسد مانند (hwrmzdyk) (هورمَزدیک) و dynmzdk (دین مزدک) چه بسا که دلیل بر وجود محیطی زرتشتی باشد ولی هیچ حجتی را از کهنه و نو بر وجود حقی این دین پیدا نشده است.
مغان گویا در سراسر ایران انواع آیین‌های پرستش را از کهنه و نو در مرزهای کلی مَزدیسنا» از اهورا مزدا گرفته تا آیین کهن خدایان آریایی و آیین زرتشتی که در حال رشد و تکوین بود برپا داشتند.
آیین زرتشتی به احتمال فراوان در سراسر دوران سلوکی و پارتی با بخشیدن بعضی صفات به دین ایرانی کهن و گرفتن بعضی خصوصیات دیگر آن به سوی آیین دوران ساسانی پیش می‌رفت. بسیاری از سکه‌های پارتی و ساسانی را بر فراز کوه میدان نفتون در معادن نفت ایران مربوط به آیین زرتشتی پیدا شده است. اینکه در دوران اشکانی هیچ‌گاه از آزار دین سخنی به میان نیامده است. بردباری اشکانیان در امور دینی اجازه شکوفایی به‌بسیاری مذاهب را در قلمرو ایشان می‌داد.
و اینکه دین و آیین بابلی علاوه بر سرزمین بابل در سراسرپارت غربی و سوریه رومیان رواج داشت و اینکه ایشتار الهه بابلی تا زمان اشکانیان همچنان همچنان مورد پرستش بسیاری از مردم بود. نانایانته که از اصل سومری است بسیار مورد سپاس مردم بود و پرستشگاهی و املاکی در سنا داشت؛ و اینکه در سراسر مغرب پارت مجموعه‌های گوناگون از آیین‌ها و خدایان سامی رواج داشت. در مغرب پارت پرستش جاهای مرتفع، آبها و رودها و دریاچه‌ها و دریاها و درخت‌ها و سنگ‌ها و خصوصاً آن‌ها که یونانیان baetyle نامید رواج داشت و اینکه دین‌هایی که در پارت وجود داشت هنوز هم وجود دارد و از روزگاری که نبوکدنصر یهود را به بابل فرستاد و در آن جا رشد کردند و بر رونق خودشان افزودند. آن‌ها اشکانیان را سه به راه به آیین خود درآوردند.
و اینکه یکی از شاهان دست نشانده پارت غرت دوم آدیانن به آیین یهود درآمد.
رسوم به خاک سپردن می‌تواند دلیل دیگری بر دین پارتیان باشد و اینکه پیکر مردگان را در هوای آزاد می‌گذاشتند؛ و اینکه استخوان‌ها را در استودان یا استخوان دان جمع‌آوری کنند که در سنا استخوان‌دانهای سفالین که بیشتر لعابدار نیستند و با دست قالب‌گیری شده‌اند پیدا شده است و در سراسر شهرستان‌های مغرب پارت بالا شد به گونه‌های مختلف رفتار می‌کردند و رسوم گوناگونی داشتند اینکه ساده‌ترین آن‌ها این بود که از به خاک سپردن لاشه در درون دیوار یا کف خشتی خانه.

## زن و مرد پارتی
پارت‌ها که سلاطین اشکانی بودند به موجب مسطورات اکثر مورخین و محققین از نویسنده‌های فرنگ، طایفه‌ای مغرور و متون الفراج و پرحیله و بی رحم به‌شمار آمده نسبت به مردان سخت دل و نسبت به زنان ملاطفت و مهربانی و فروتنی می‌کردند. آسایش را مکروه می‌دانند و دایماً به زحمت و حرکت و تغییر مکان و سواری می‌گذرانده‌اند. زوجات متعدد می‌گرفتند اهانت به زنان خود زیاده از حد غیور بوده‌اند. کلیه زن‌های طایفه زیاد بود بنابراین به یک زن و دو زن قناعت نمی‌کردند و زوجات متعددی می‌گرفتند اما آنان را مستور می‌داشتند حتی در اعیاد و مجالس جشن، ایشان را راه نمی‌دادند. نجبا در تعدد زوجات و نگاه داشتن صیغه و متعه افراط می‌کردند. وظیفه نسوان بود که مقیم خانه‌ها یا چادرها یا آلاچیق‌ها باشد و با کمال عفت و عصمت راه روند هرگز با اجنبی تکلم نمی‌کردند و هنگام بیرون رفتن روبند به صورت می‌بستند و فرق میان زن بیوه و شوهردار نبود. غذاها هرگز با مردها خورده نمی‌شد و همین که زن از مرد ناراحت می‌شد، اگرچه شکایت رو جزئی بود طلاق می‌گرفت ژوستن مورخ می‌گید اشکانیان زیاده از حد، متکبر و بی‌حیا و فتنه‌جو و بی‌شرم و مکار بود و خود می‌گفته‌اند: مرد باید تندخود و صبور و جزی باشد و زن خوشرو و متواضع و مهربان و از صفات این طایفه خودداری و کم حرفی می‌باشد (نوشته‌های محمد حسن خان قاجار که تا حد زیاد تحت تأثیر نوشته رومیان در جنگ با دولت اشکانیست. اصالت این محتوا به‌طور کامل تأیید نمی‌شود).

## هنر

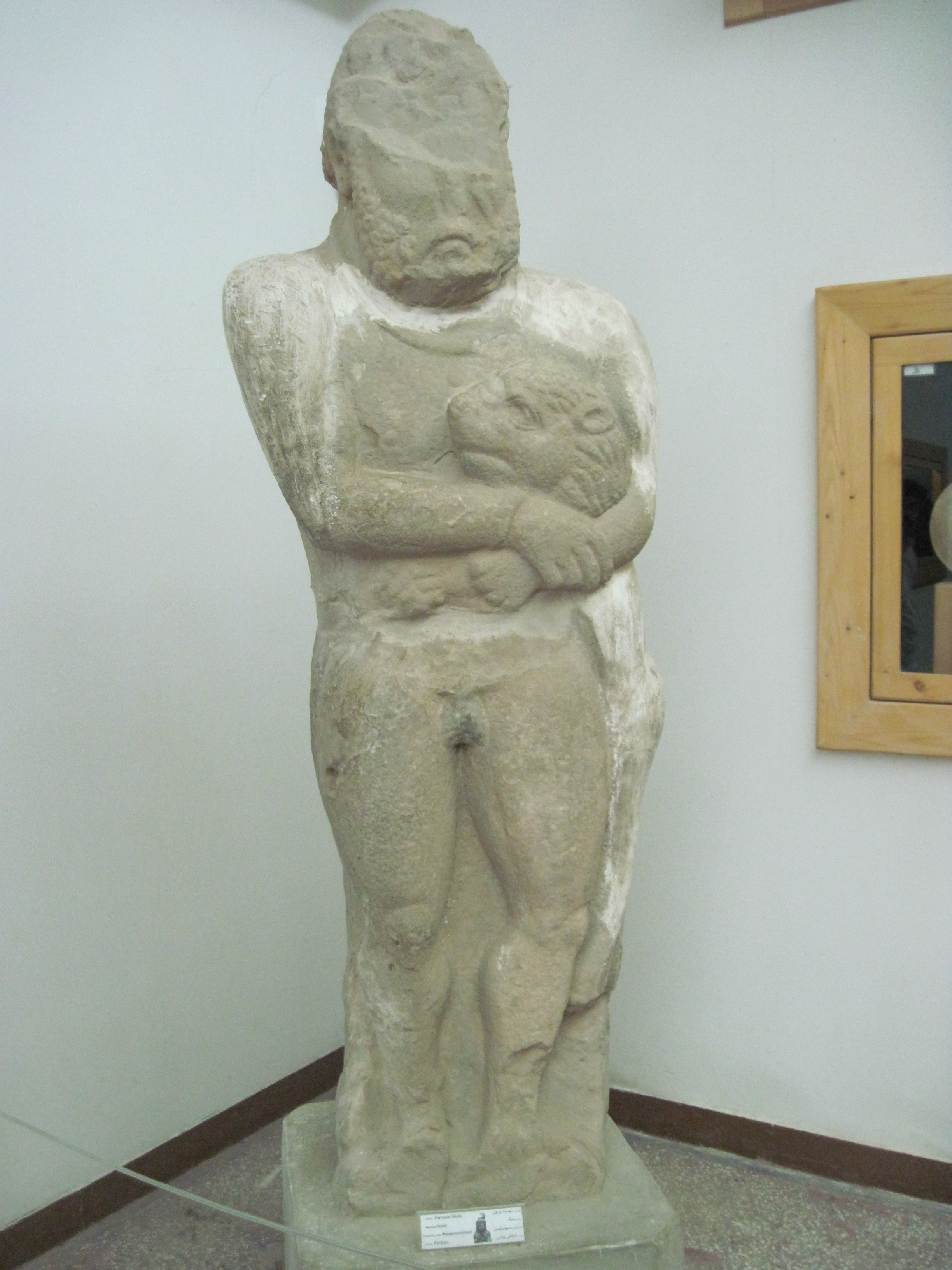
مجسمه هرکول در موزه شوش

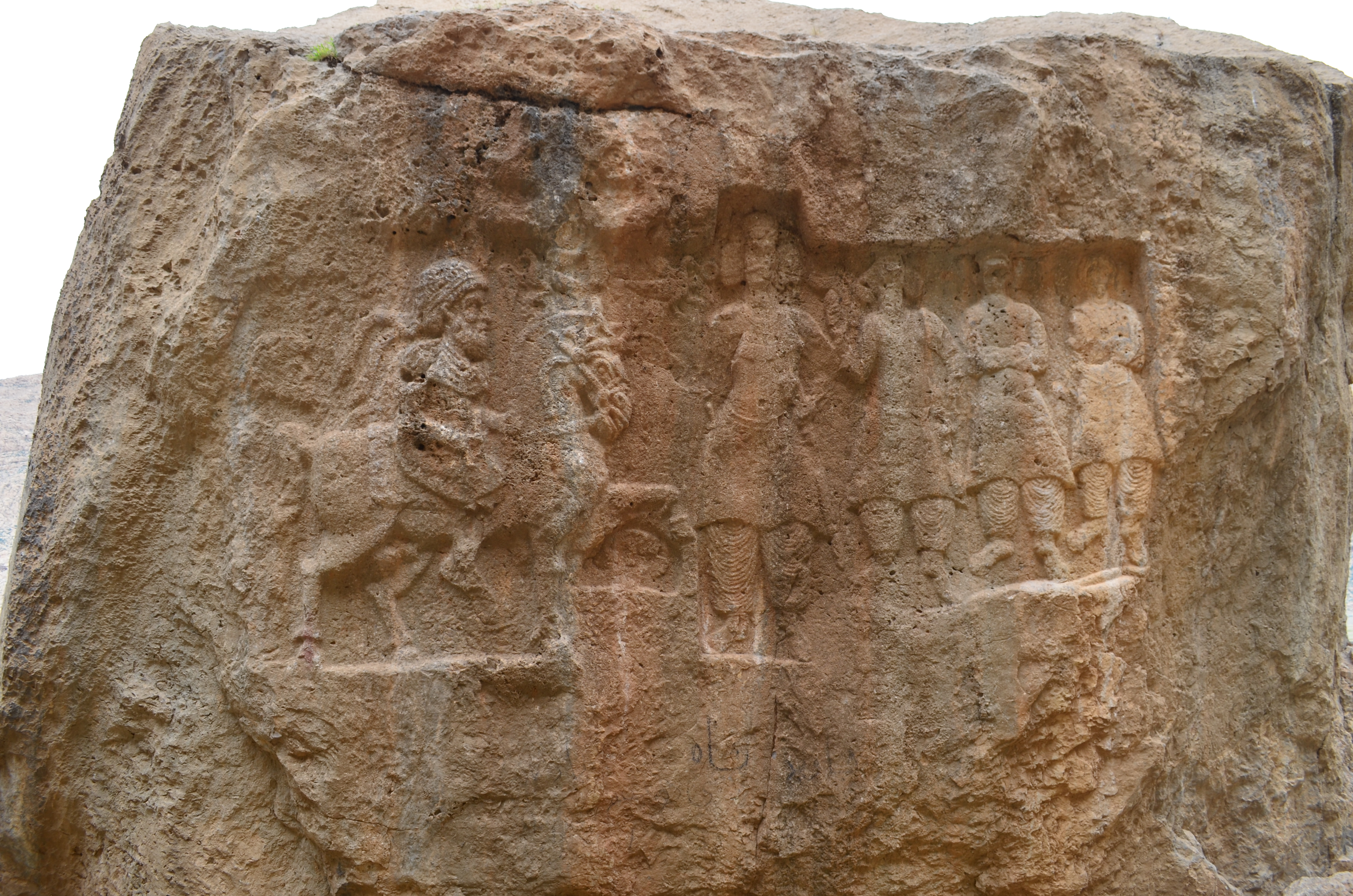
سنگ‌نگارهٔ خونگ اژدر، یکی از فرمانروایان محلی اشکانی در دورهٔ مهرداد یکم، ایذه، خوزستان.

با وجود دستبردهایی که به دست ساسانیان و دودمان دیگر انجام گرفته بود آنقدر آثار هنری از پارتیان بجا مانده است که بتوان بررسی اجمالی از تحول و پیشرفت‌های آن به عمل آورد.
پارتیان با پذیرفتن هنر یونانی هلنی با تجسم حالات با نرمش دقیق پیکر و نمودار ساختن زیبایی طبیعت و توجه به مناظر و مزایا هنرهای شرقی را سخت تکانی داده بیشتر تصاویر نیمرخ ثابت و خشک و بی‌حرکت و کندکاری‌ها و نقش‌های برجسته و بی‌توجهی به اصول علمی مناظر و مزایا و دلبستگی به پرداختن به جزئیات تزیینی و آراستن جامه‌ها با نقش‌های غیرواقع‌بینانه از مشخصات و صفات بارزی بود که ملی قرون و اعصار در شیوه‌های هنری شرق نزدیک نفوذ کرده و جایگزین شده بود. هنرمندان پارت یا بیشتر تحت تأثیر سنت‌های هنری منطقه‌ای ممکن قرار گرفتند یا شیفته سبک‌های هلنتیس نو بودند.
به عنوان نمونه می‌توان گفت که سکه‌های مهرداد اول دست کم چهار سبک مختلف را نشان می‌دهد که سکه‌های او که ظاهراً در شمال شرق ایران ضرب شده بود سر او را از نیمرخ نشان می‌دهد بدون ریش با کلاه نوک تیز سکایی یا باشلیق. در واقع هنر پارتی نخست در شهرهای مرزهای جنوبی شاهنشاهی آغاز شد و سپس به سوی مشرق گسترده شد تا آنکه منطقه‌ای را برمی‌گرفت که از پالمیر در مغرب گرفته تا حداقل ایران مرکزی در غرب وسعت داشت و اینکه در مشرق ایران در گندهاره و در شمال غربی هند گروهی از سبک‌های مرتبط به هم بودند پیدا شده است. هند پارتی مرحله دیگری بود از رشد سبکهای آسیای غربی و نخستین جلوه‌گاه قدرت و نفوذ هنر پارتی است.
و اینکه ریشه‌های آن را باید در هنر کهن شرقی پیدا کرده پارتیان آنچه را که می‌خواستند از هنر یونانی گرفتند و بقیه را از بین بردند و اینکه بسیاری از پیکرها و نشانها و علامات را از هنر یونانی گرفتند ولی از دانش یونانی چندان بهره‌ای نگرفتند و از تلاش یونانیان در تقسیم فضا و علم مناظر و مزایا هیچ نیاموختند و اینکه در هنر پارتی اثر از هنر بیابانگردان نیست. هنر پارتی در شهر بیشتر رشد کرد و اینکه هنر پارتی برای آیندگان تقدیم بخور و مراسم تعیین جانشین و پیکار سواره و وضع نشستن چهار زانو از روبرو را به یادگار گذاشتن؛ و اینکه هنرمندان به هنگام استفاده از کار هنری اندیشه‌ای آشکار شرقی داشتند و اینکه مردم قلمرو پارتی مرکز با هنر یونانی و وروحی مخالفتی نداشته‌اند.
و آنچه که توسط هنر هلنی یونانی الهام شده بود در همان آغاز به هنر پارتی راه یافته بود. بعضی‌ها خاستگاه هنر پارتی را در خاور امپراتوری پارتی یعنی نسا نمی‌داند و بعضی‌ها هنر آنجا را «بیشتر متأثر از هنر یونانی می‌داند و بعضی‌ها هم می‌گویند که هنر پارتی خاستگاهش در تیسفون یعنی میان رودان می‌باشد ولی هنوز مشخص نشده است که جایگاه اصلی آن‌ها در کجا بوده است.
در جاهایی که هنر پارتی پیدا شده است می‌توان به کنگاور که در جاده همدان و کرمانشاه است نام برد و علاوه بر آن می‌توان از ویرانه‌های بزرگ شهر کومش در نزدیکی دامغان نام برد؛ و اینکه می‌توان از سنگ نگاره‌های بسیار الیمایی در خوزستان اشاره کرد که با کاربرد تمام رخ نمایی خود را سرآمد می‌کنند و اینکه این سنگ‌نگاره‌ها هنر کم و بیش خالص ایرانی را تجسم می‌بخشد. تأثیرات هلنی یا سامی همچون دورا اوراپوس، پالمیرا یا هترا در آن‌ها به هیچ روشی وجود ندارد.
در نقش برجسته‌ها و نقاشی‌ها که هنر پارتی را نشان می‌دهد می‌توان از روح باوری هیربد باوری‌ها خط نگاشت گرایی واقع‌گرایی و ویژگی تمام رخ نمایی یعنی بازنمود تمام رخ را نام برد.

## ارتش اشکانی

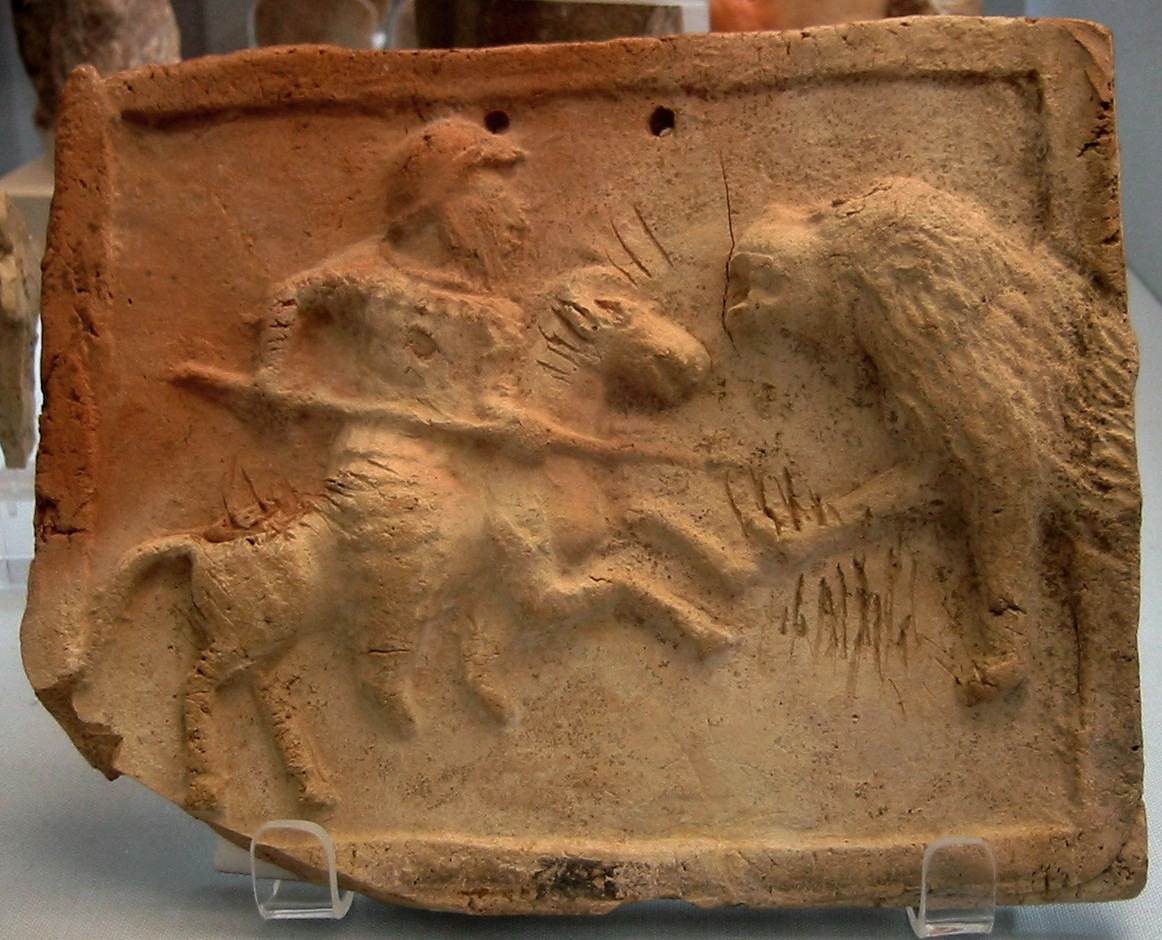
سواره‌نظام سنگین اسلحه پارتی در نبرد با شیر. موزهٔ بریتانیا.

ارتش اشکانی تحت رهبری خانواده سورنا قرار داشت که فرماندهی ارتش اشکانی در میان آن‌ها موروثی بود. پارتیان حار در کاره (حران) ده هزار سوار (ده اژدها) بودند که هزار شتر، مهمات آن‌ها یعنی تیرها را حمل می‌کردند در برابر سواره نظام سنگین اسلحه، طلایه دارانی در حرکت بودن سلاح سنگین زره‌پوشان در زیر پوششی از پوست بود. نیروی عمدهٔ اشکانی سواره نظام آن بود که به بخش سبک اسلحه و سنگین اسلحه می‌شد. سبک اسلحه جوشن با خود و هر کدامشان دارای یک کمان و ترکش پر از تیر بود. جنگجویان جوشن پوش اشکانی تأثیر زیادی بر جای نهاده و نتایجی به دست آمده نشان می‌دهد که تعدادشان زیاد بوده و نشان از ثروت فراوان و گواه مهارت و دانش قابل توجه وجود صنعتی بر اساس مواد خام بوده است. ارتش مرکب از صدها، بلکه هزاران جوشن پوش مانند ارتش اشکانیان در کاره نشانگر سنت زندگی ثابت، ثروت و تکامل صنعتی است. جنگجوی جوشن پوش نیاز به اسب ویژه و نیرومند داشته. سلاح تازه پارتیان، یعنی کمان مرکب، در دشت‌های اوراسیایی متداول بود که مکمل وسایل جنگی بود.
بخش اصلی سپاه پارت متشکل از سواره نظام بود. البته باید میان یکان سبک اسلحه و سنگین اسلحه تفاوت قایل شد. یکان اولی به کمان و آن هم کمان مقوس مسلح بود. سواره سنگین اسلحه و تمام زره‌پوش کاتافراکت‌ها وجود داشت کاتافراکتها مسلح به نیزه یا حتی کمان بودند و اسبانشان بسیار بزرگ بود. هر دو نیروی سبک اسلحه و سنگین اسلحه همدیگر را تکمیل می‌کردند. نیروی سبک اسلحه وظیفه داشت تا دشمن را با باران تیر دایمی فرسوده کند و بعد کاتافراکتها در پی آن اقدام به تهاجم شاخ به شاخ می‌کردند. البته پیادگان که به لکان و نیزه مسلح بودند اهمیت درجه دومی داشتند. سرانجام نباید اهمیتی که مزدوران در لشکرکشی‌های پارتیان داشته‌اند، فراموش شود، هر چند که اهمیتشان را نیز نباید بیش از حد برآورد کرد.

## اقتصاد

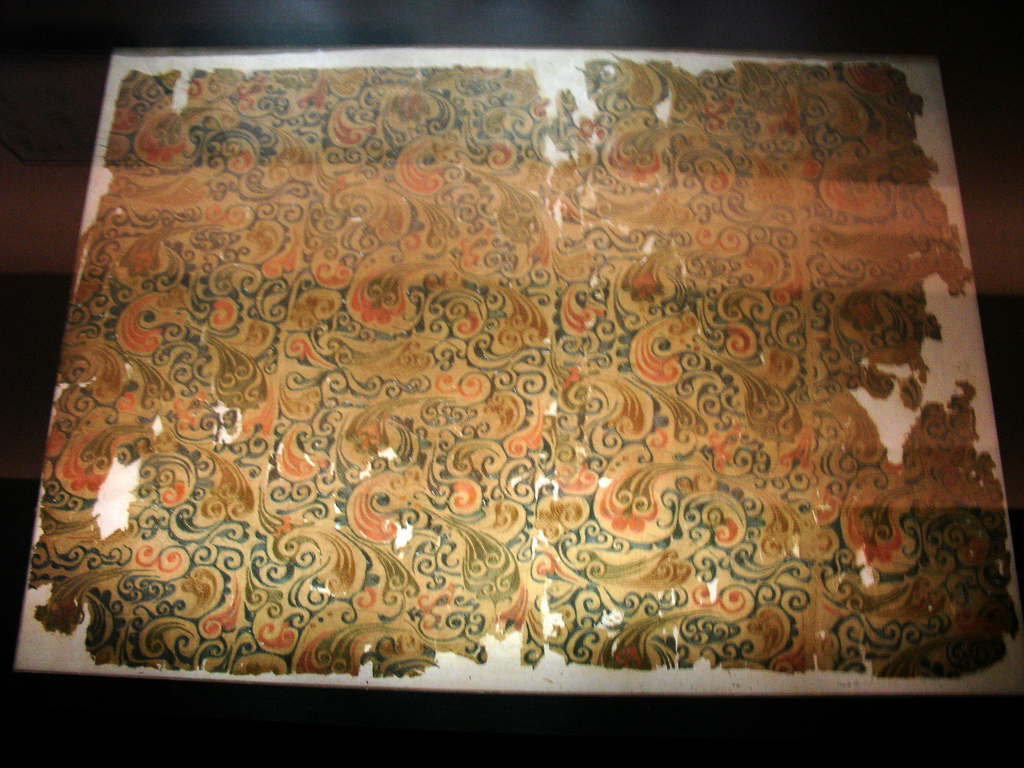
ابریشم چینی متعلق به ماوانگدویی (قرن ۲ پ. م)، ابریشم چینی احتمالاً با ارزش‌ترین کالای لوکس مورد معامله توسط اشکانی با غرب از طریق جاده ابریشم بوده است.

قبل از هر چیز، باید در این مبحث دادوستد نمایده شود، زیرا در مورد کشاورزی که به‌طور مسلم باید اهمیت بسزایی نیز داشته باشد، آگاهی چندانی نداریم. هم چنین دربارهٔ صنایع دستی نیز آثار برجسته‌ای نداریم. در صورت گفتگو از دادوستد، بلافاصله (جاده ابریشم) معروف تداعی می‌شود. شروع تجارت در حجم کلانی میان چین و عزب باید در عمد مهرداد دوم (۸۷/۸۸ – ۱۲۳/۱۲۴ ق. م) وقتی صورت گرفته باشد یک هیئت چینی به دیدار پارتیان آمد. البته از قبل نیز تجارت مسلمی صورت گرفته بود. اما حفاظت جاده‌های تجاری از افغانستان تا فرات، به دست پارتیان به‌طور حتم تازه داد و ستد را در حجم وسیعی ممکن ساخته است. نخستین کاروان در سال ۱۱۴ ق. م از چین روانه غرب باشد. از طریق نوشته مشهور چاپارخانه‌های پارتی ایزیدور خاراکسی، تعدادی از کاروانسراهای مسیر راه را از مدیترانه به خاور می‌شناسیم. انطاکیه در ساحل اورونتس به عبارت دیگر زوگهای همجوار در ساحل فرات، به ویژه چاپارخانه‌های مبدأ بودند. از این محل، جاده‌های متعددی از طریق نیکه فوریوم، دورا – اوروپوس. این دادوستد عمدتاً به صورت تجارت واسطه‌ای برگزار می‌شد که پارتیان، در درجهٔ اول، واسطه بودند و شخصاً به ندرت به صورت سوداگر عمل می‌کردند، اما آنان از این تجارت درآمد سرشاری از طریق گمرک خانه‌های فراوان و همچنین از طریق مالیات‌های مختلف بر کالاهای مورد مطالعه به دست می‌آورند. در خصوص آنچه به کالاهای مورد معامله مربوط می‌ود (باید گفت که) بردگان (درنگ ارغوان، عطر روغن زیتون، چهارپایان، پوست، نمک، تندیسهای برنزی، طلا، نقره، پارچه و طبیعتاً ابریشم نیز نقل و انتقال داده می‌شد. پارتیان (آهن سِری)، زردآلو و هلو را از چین وارد می‌کردند و در ازایش (میوه پارتی) یعنی انار به چین رفت. هیئت چینی پیشتر یاد شده تا کاه و یونجه را از ماد به چین آورده و پارتیان نیز (اسب نسایی) از فراعنه به چین می‌بردند که این اسب‌ها نامشان (اسب آسمانی) بود، (تَلمود بابلی) در مورد مالیاتهای برداشتی از منطقه بین‌النهرین در دورهٔ پارتیان؛ بنابراین، مالیات سرانه‌ای (کرگا) وجود داشت که با پول تأدیه می‌شد. افزون بر همهٔ اینها مالیات ارضی (تسقا) بود که عمدتاً و احتمالاً بر اساس وسعت زمین محاسبه و هم چنین با پول تأدیه می‌شده و این که بالاخره مالیاتی بر محصول وجود داشت. سفال نبشه‌های نسا نیز در مورد وصول مالیات جنسی از تاکستانها هستند که به صورت شراب بود.

## معماری

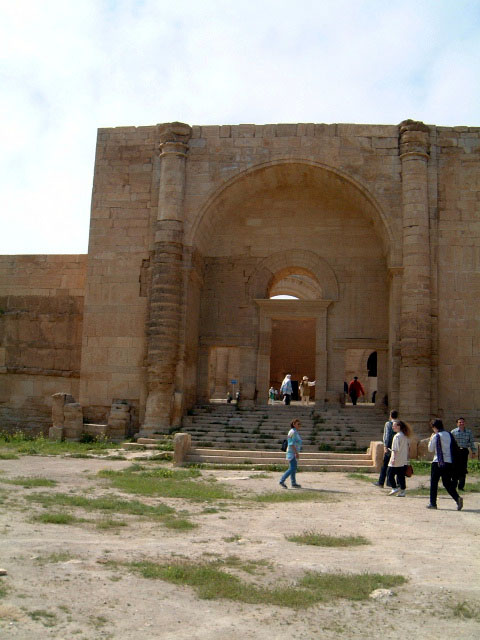
طرحی از یک ایوان متعلق به ۵۰ میلادی در شهر هترا عراق

اشکانیان طبعاً میل و اصراری به ساختن ابنیه عالیه و قصور رفیعه و معابد انیقه و بروج مشیده و بناهایی تکلف نداشتند برخلاف مردم آشور و اهالی بابل که عمارت بسیار ممتاز می‌ساختند و با عظمت ممانعت خود را با این قسم آثار مزین و باشکوه می‌کردند و از این راه قدرت و ثروت به دست می‌آوردند. اشکانیان هرگز قصد احداث بنایی که نمایندگی درستی داشته باشد نکرده و معتقد به این آرایش و زینت که لازم و ملزوم مدنیت و حشمت سلطنت است نشده بودند و اگر عمارتی، منزلی، معبدی، مقبره‌ای هم ساخته بودند ساده و بی‌تأنق و نقش و نگار و عاملی از مزایای آثار سایر ادوار و اعصار بوده است. پس می‌توان گفت بعد از حمله اسکندر تا زمان استیلای عرب بر عجم که تقریباً هزار سال می‌شود اگر بنایی ساخته شده ساسانی هابانی آن بوده‌اند نه اشکانیان بنایی که می‌توانیم به عصر اشکانیان نسبت دهیم یکی عمارت شهر حضر است، و معبدی معروف به معبد آفتاب نیز در شهر الحضر بوده از سال ۳۶۳ میلادی شهر حضر رو به خرابی گذاشت و مدتی بعد ویران شد یکی از مسافران می‌گوید معبد ۳ طبقه بوده و علامات و نشانه‌هایی برای طبقه دوم، سوم پیدا نموده قسمت فوقانی این عمارت به چند جهت به ابنیه سلاطین ساسانی شباهت داشته از همان قسم ابنیه باشکوهی که بقایای آن هنوز در تیسفون وجود دارد و نمایندگی خود را می‌نماید و معروف به تخت خسرو می‌باشد. از خرابه‌ها و آثار ابنیه‌ای که از سال ۱۶۵۰ میلادی تا ۸۵۲ که تقریباً ۴۰ سال پیش باشد در بابل کشف شده معین کرده‌اند که معماری اشکانیان را اهمیت و تکلفی نبوده و چندان صنعتی در آن بکار نرفته.
مسیو (لفتوس) در محل ارگ قدیم که حالا به دوارکام معروف است خرابه‌هایی با چند تسکه از اشکانیان و بعضی اشیاء فلزی و گلی از آن‌ها پیدا کرده اما اشیاء، مجسمه‌های کوچک بوده از گل و ظروف و چراغ گلی و بعضی ظرف‌های شیشه‌ای و زینت‌های مختلف از انگشتری و گوشواره‌ها و غیره و سرستون‌ها که چون قدری سنگین بوه یکی از مجسمه‌ها که قسمت بالای پیکر و بدن انسان را می‌نماید ازتریق و خوبی معماری اشکانیان حکایت می‌کند و شبیه است به معماری اواخر اوقات بیزانتین.
چیزهای عمده‌ای که از صنعت معماری و حجاری اشکانیان مانده و دیده شده است این است که که ملت پارت از حیثیت هنر و صنعت خیلی پست‌تر از ایرانی‌های عهد سلاطین کیان بوده‌اند علاوه بر اشکانیان دارای نمونه‌ها و سرمشق‌های حجاری یونانی‌ها بوده‌اند و زینت‌های سکه‌های آن‌ها شاهد مدعاست. اشکانیان چون می‌دانستند که فاقد استعداد صنایع‌اند و به خوبی از عهده نقاشی و حجاری و معماری بد می‌آید در این راه‌ها اوقاتی صرف نکرده و بیشتر به جنگ و شکار و ترک تازی و صیداندازی می‌پرداختند.

## طبقات
در باب طبقات قوم پارت اطلاعی نیست، جز اینکه اعیان و اشراف پارتی خیلی متنفذ بوده‌اند مجلس اعیان از آن‌ها تشکیل شده بود. آن‌ها در مجلس مهستان هم نفوذ زیادی داشتند و حکومت شاه اشکانی را محدود می‌ساختند. مقام عیان و حقوق آن‌ها موروثی به نظر می‌آید. اعیان پارتی باعمال شاه نظارت داشتند و در امور دولتی دارای رأی بودند. به نظر می‌رسید که اعیان به درجاتی تقسیم می‌شدند، ولی خبر صحیحی در این باب نداریم. از نوشته‌های پلو تارک راجع به جنگ کراسوس معلوم است که سورنا بالاترین مقام را دارا بود. نجبای پارتی جنگ را دوست می‌داشتند و هنگام صلح غالباً به شکار می‌رفتند.
وزیران و دیوانیان در اداره کشور دستیار شاه بودند ولی دستگاه اداری نتوانست هرگز به یک شیوه یکسان در سراسر ملک عمل کند. بازدیدکنندگان چینی با شگفتی گفته‌اند که اسناد را بر پوست آهو افقی می‌نوشتند در میان دیوانیان بلند پایگاه یکی مرزبان بود که در اسناد نسا او را برتر از مقام ساتراپ می‌آورد بلندترین عنوان از آن جانداران و دوستان و حاملان عصای سلطنت بود که از زمان هخامنشیان و سلوکیان هم بلند مرتبه بودند؛ و بر پوست آهو در دورا به تاریخ ۱۲۱ م. از دیوانیان دیگری نیز نام برده شد.

## خط
خط پارتی خط آرامی است که آن را می‌توان از دو چند استنباط کرد. ۱- سکه‌هایی است که روی آن‌ها کلمات پهلوی با خط آرامی نوشته شده است ۲- سه نسخه نوشته است که در اورامان کردستان در ۱۹۰۹ پیدا شده و دو نسخه از آن به خط یونانی و سومی به زبان پهلوی و خط آرامی است؛ و هر سه روی پوست آهو نوشته شده و متعلق به دوره اشکانیان است ولی نمی‌شود گفت که در آن دوره خط میخی وجود نداشته زیرا که در بابل لوحه‌های پیدا شده که متعلق به دوره اشکانی است و به خط میخی نوشته است و اینکه بعضی شاهان اشکانی و نجبای پارتی با زبان‌های خارجه آشنا بودند مثل اُرد که می‌گویند با زبان یونانی آشنا بوده است؛ و در واقع در روی سکه‌های پارتی نیزمعرفی شاه به خط یونانی بوده است.

## خواجه‌سرایان
درکارهای دیوانی دستی مقام داشتند اینان یه مناصبی در امور نظامی و غیرنظامی می‌رسیدند. سپاهیان سپاه پارتی با سواران تیرانداز بسیار به سرکردگی اشراف قبیله‌ای، زره جوش هم در کنار هم پیکار می‌کردند در نظام حکومتی پارتی حذف‌های بسیار بود. اگر فرمانروایان دوران اخیر پارتی رایزنان دیوانی از امپراتوری روم برخاسته بودند، رومیان بعضی از این گونه ضعفها را برمی‌شمردند.